# Petrolejka
Petrolejka je svetilka v kateri zgoreva petrolej.
Pri petrolejki je v posodo z gorivom potopljen stenj po katerem se zaradi kapilarnega dviga vzpenja tekoče gorivo, ki nato odpareva in gori. Pogosto je okrog stenja nameščen steklen valj, ki omogoča zaradi boljšega pretoka zraka boljše gorenje, s tem pa višje temperature boljše zgorevanje, posledično več svetlobe, istočasno se zmanjša emisija saj, plamen sam pa je zaščiten pred vetrom in prepihom. Petrolejke za hišno rabo so imele dodano še ogledalce, ki svetlobo plamena najbolj odseva v nasprotno smer, kar je bilo posebej priročno pri pisanju.  